# Iván Vélez
José Iván Vélez Castillo (Palmira, 16 agosto 1984) è un ex calciatore colombiano, di ruolo difensore.